# Victoria Moscou
Le Victoria Moscou est un club russe de tennis de table situé à Moscou. Les équipes féminines et masculines du club, présentes en première division russe, participent régulièrement à la Coupe d'Europe.
En 2009, le Victoria Moscou devient le premier club russe de l'histoire à parvenir en finale d'une Coupe d'Europe masculine.

## Parcours en ETTU Cup
| Année | Hommes         | Femmes             |
| ----- | -------------- | ------------------ |
| 2011  | Demi-finaliste | -                  |
| 2010  | 4e tour        | Quart de finaliste |
| 2009  | Finaliste      | Quart de finaliste |
| 2008  | 2e tour        | 2e tour            |

## Anciens Pongistes
- Igor Rubstov